# Čiginj
Čiginj je vas v Občini Tolmin, od Tolmina oddaljena približno pet kilometrov.

## Lega
Čiginj leži na vzhodnem pobočju Kanalskega Kolovrata oziroma Slemena, pod hribom Očna (906 m), ob glavni cesti Tolmin–Nova Gorica in ima 188 prebivalcev (ocena 2022). Zaradi pestre ponudbe apartmajev in sob, ki ponujajo nastanitve in nočitev, se poleti prelevi v pravo malo turistično vas. Stoji na vršaju potoka Lojščica, ki izvira pod Bino skalo. Vzhodno od vasi se dviga manjši hrib Mengore (453 m) z znano romarsko cerkvijo Device Marije. V zimskih mesecih, Mengore zakrivajo Čiginju večji del jutranjega sonca in ima posledično le dobre štiri ure sonca na dan. Poleg Očne se nad Čiginjem dvigajo tudi vrhovi Belinov vrh, Ježa (929 m), Deveti konfin (930 m; ime izhaja iz dejstva, da so se tu stikale meje devetih parcel čiginjskih lastnikov). Vse vzpetine so hkrati tudi meja med Zgornjim Posočjem na slovenski strani in Furlanijo - Julijsko krajino, natančneje v Beneško Slovenijo, na italijanski strani. Iz vasi Čiginj je še vedno speljana stara pot, ki je še po vojni vodila ljudi čez mejo v Beneško Slovenijo in je domačinom vzela dve uri hoda. Pot je peljala čez Laze, naprej od slapu Hotavlje, mimo zajetja Mrtvašnica ter nato po Dolu na vrh do Slemena. Tu so domačine vedno »pričakali« vojaki, tako imenovani graničarji s psi, ter jih spremljali do »bloka« oz. karavle, kjer so bili nastanjeni vojaki. Od tam naprej pa navzdol v Italijo. Takrat so tja nosili meso, cigarete, maslo in žganje, ter stvari menjali za kavo, natikače, superge, ter blago, iz katerega so gospodinje doma sešile krila, jope, plašče ...
Leta 2011 so bile hiše na Čiginju opremljene s tablami, na katerih so obeležena stara hišna imena. Nekoč ni bilo hišnih številk. Leta 1770 je bilo treba hiše tudi v Sloveniji oštevilčiti. Pred tem so hiše in njihove prebivalce poznali ter klicali predvsem po hišnih imenih. Ta način imenovanja hiš je zelo značilen za te konce Slovenije in je ena najstarejših oblik prepoznavanja in spoznavanja ljudi v okolici. Čiginj je prva vas v Sloveniji, kjer so s projektom »Nomen est omen« na 70 hiš namestili marmornate tablice z imeni domačij.

## Zgodovina
Čiginj je bil v prvi svetovni vojni na prvi frontni liniji. Vas je bila popolnoma porušena, od 56 hiš ni ostala niti ena. Večina hiš je bila zgrajena po prvi svetovni vojni in kasneje. 
Med drugo svetovno vojno je od 6. marca do 1. aprila 1942 v Čiginju stalo italijansko koncentracijsko taborišče, ki je bilo eno izmed prvih dveh za internirane Slovence iz Ljubljanske pokrajine. V njem je bilo internirano okoli 600 ujetnikov, večino so po ukinitvi taborišča v Čiginju odpeljali v koncentracijsko taborišče Gonars.
Danes naselje sodi v krajevno skupnost Volče v občini Tolmin.

## Znamenitosti

### Pralnica
Pralnica spada med nepremično kulturno dediščino. O njej ni nikakršnega zapisa, zato so podatki le ustnega izročila. Zgrajena je bila leta 1956 za gospodinje, ki so ob potoku Lojščica prale perilo, za zatočišče pred dežjem in mrazom.
Poleg pralnice je v zadnjem delu tudi tako imenovana kopalnica, kjer so se žene (pa tudi njihovi možje) po končanem delu lahko skopali. Kopalnica je bila na sredini pregrajena, tako da je ena stran pripadala možem, druga pa ženam. Voda je bila speljana iz bližnjega potoka Lojščica. Zraven je majhno kurišče oz. kamin, da so v hladnih dneh lahko tudi zakurile. Seveda so drva nosile s seboj vsaka sama. V pralnico oz. v kopalnico so hodile ena za drugo, da jim ni bilo treba vedno znova zakurit, ampak so samo še vzdrževale stalno toploto. Tako je bilo lažje in vedno toplo. Poleg pralnice je to postalo tudi nekakšno zbirališče žensk, kjer so lahko, poleg dela, tudi malo poklepetale.
Vodovod je v vas prišel leta 1961, pralnico pa so kljub temu žene po izgradnji uporabljale še nadaljnjih dvajset let, dokler niso dobili prvih pralnih strojev. Na začetku so nekako še skrbeli zanjo, tako da so jo počistili znotraj ter uredili okolico zunaj, ker pa ni nikoli imela pravega lastnika, je začela propadati. Cevi v zemlji so zamrznile in popokale, tako da ni več dotoka vode, stene se ponekod že rušijo, iz tal poganjajo koprive in trava, ki zakrivajo okna.

### Slap pod Bino skalo
Ena izmed naravnih znamenitosti je tako imenovan »Slap pod Bino skalo«. Dostop je iz Čiginja, kjer iz glavne ceste zavijemo po klancu navzgor in zaobidemo zadnje hiše. Pot nas tu vodi po gozdni poti, ter nato ob potoku Lojščica navzgor. Nekoč so bile tu senožeti. Čiginjci so strme bregove ročno kosili, čez poletje naredili »kope«, ter seno v jeseni na saneh (domačini so jim rekli »ulaki«) spravljali v vas. Naredili so breme – winca, kjer so položili dve vrvi podolgem, ter dve vrvi počez, nanje položili seno, ga zavezali in položili na ulake, ter tako spravili seno v dolino. Sedaj pa potok Lojščico in njene strme bregove obdajajo drevesa. Vaščani Čiginja, Volč in Volčanskega Ruta so lastniki večine gozda, ki mu pravijo Lojšc. Ob poti si lahko ogledamo tudi kaverne, ki se jih s poti zelo dobro vidi. Kaverne so zgradili italijanski vojaki v prvi svetovni vojni. Po dvajsetih minutah zmerne hoje nas ta pripelje do prvih slapov Lojščice, kjer je voda v živo skalo izdolbla tolmun, v katerem so se pogumni domačini nekoč tudi kopali.
Od tukaj naprej sledi vzpon navzgor, do najbolj prepoznavnega slapa na Lojščici. Imenuje se Slap pod Bino skalo. Vina skala oz. zaradi znanega tolminskega betacizma, pri domačinih poznana kot Bina skala, je nekoliko višje v izvirskem pritoku Lojščice izpod Očne. Slap pod Bino skalo je zaradi okolja in njegove narave prava paša za oči in dušo. Visok je približno pet metrov, voda pa pada tako, da se pod njim lahko tudi sprehodiš. Voda, ki ga napaja, ima dva izvira. Prvi priteče izpod Očne, drugi pa privre na dan pod Fratnikom, nato pa se oba kraka združita nekoliko nižje in skupaj tvorita krasne slapove Lojščice.

### Slap Hotavlje
Poleg zgoraj omenjenega slapa pa je tu še ena naravna znamenitost. To pa ni edini potok s številnimi slapovi. V dolinici nekoliko zahodneje od vasi teče potok Hotavlje, ki je še posebej zanimiv ob deževju. Slap na sliki zgoraj, poleti premore bolj malo vode. Jeseni ko nastopi obilno deževje, pa je zaradi obilice vode, ki pada globoko v strugo ob njem precej vetrovno in mokro. Oba potoka na Čiginju se ponašata z izredno čisto vodo, dokaz za to so številni tolmuni, kateri nudijo dom številnim potočnim rakom (Astacus astacus), katere najdemo le višje v strugi, preden ta doseže vas.

## IzvirMrtvašnica
Dostop je nad vasjo Čiginj, kjer za »Belinovo« hišo zavijemo desno navzgor, se povzpnemo na tako imenovane Laze in po približno pol ure hoje pridemo do cilja – betonskega zajetja, ki se imenuje Počivala ali Mrtvašnica. Zgradili so jo Italijani pred prvo svetovno vojno. Že v času zgodnjega krščanstva so tudi iz Benečije nosili svoje mrtve pokopavat k svetemu Danijelu. Na poti do Volč so se ob tem izviru ustavljali, počivali in osvežili.